# Olfactofilia
A formal e tecnicamente denominada olfactofilia (do latim, olfacto, olfato, e o sufixo grego filia, de filos “amor”), também conhecida como osmolagnia (do grego osme, “olor” e lagneia, “luxuria”) é uma parafilia que consiste na atração ou excitação sexual causada por odores que emanam corpo humano, especialmente aqueles provenientes das áreas sexuais.
O austríaco Sigmund Freud, o pai da moderna psicanálise, usou o termo osfresiolagnia para referir-se ao prazer causado pelos odores.
Por sua parte o Campbell's Psychiatric Dictionary inclui esta parafilia dentro das denominadas parosmias, quer dizer, as distorcões do sentido do olfato.